# Catalin Todirenchi
Catalin Todirenchi (ur. 19 kwietnia 1985 w Flaminzi) – rumuński wioślarz.

## Osiągnięcia
- Mistrzostwa Świata Juniorów – Ateny 2003 – ósemka – 7. miejsce[1].
- Mistrzostwa Świata U-23 – Hazewinkel 2006 – czwórka ze sternikiem – 4. miejsce[1].
- Mistrzostwa Świata U-23 – Glasgow 2007 – czwórka bez sternika – 4. miejsce[1].
- Mistrzostwa Europy – Brześć 2009 – ósemka – 6. miejsce[1].